# Kanzel (Obermedlingen)

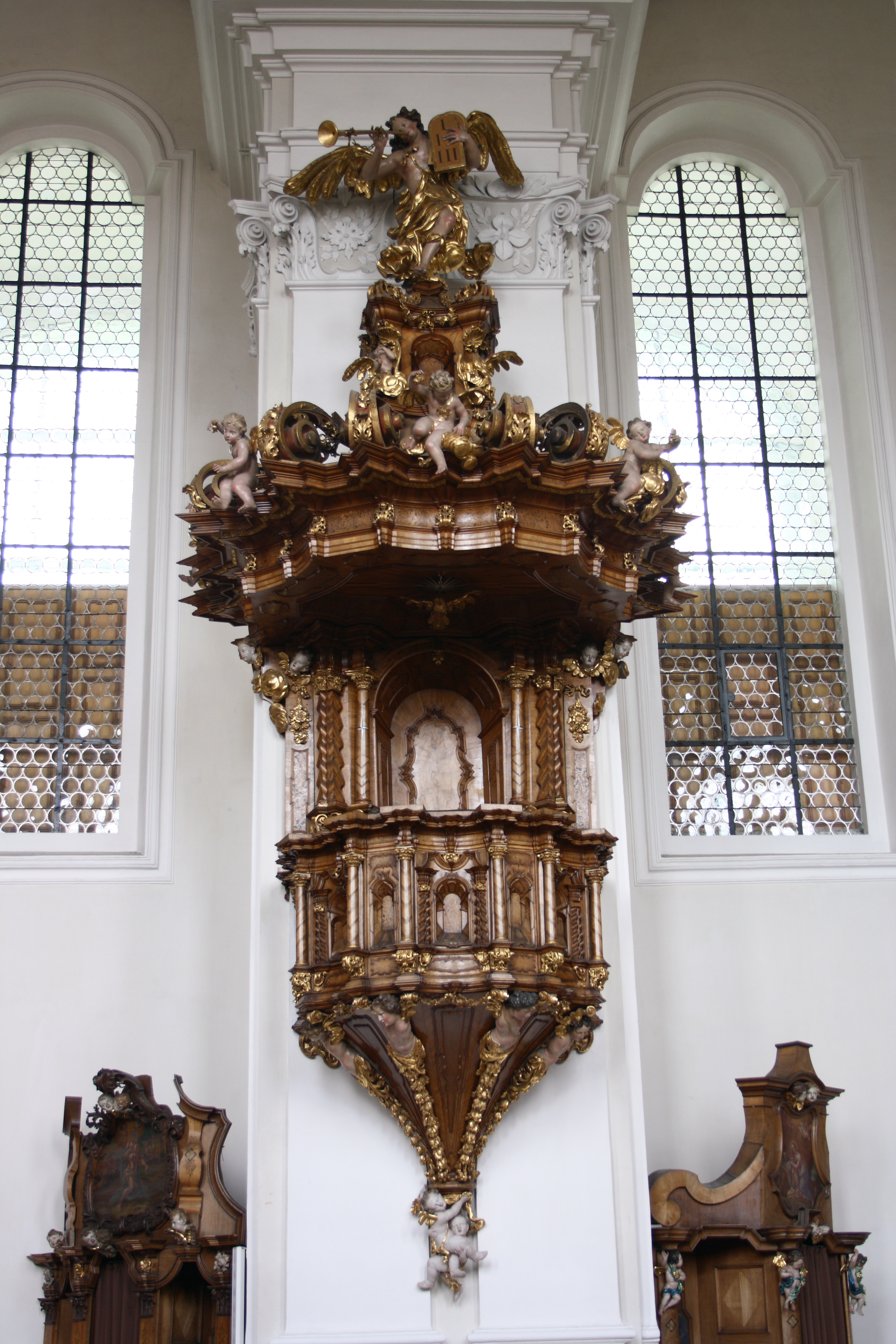
Kanzel in Obermedlingen

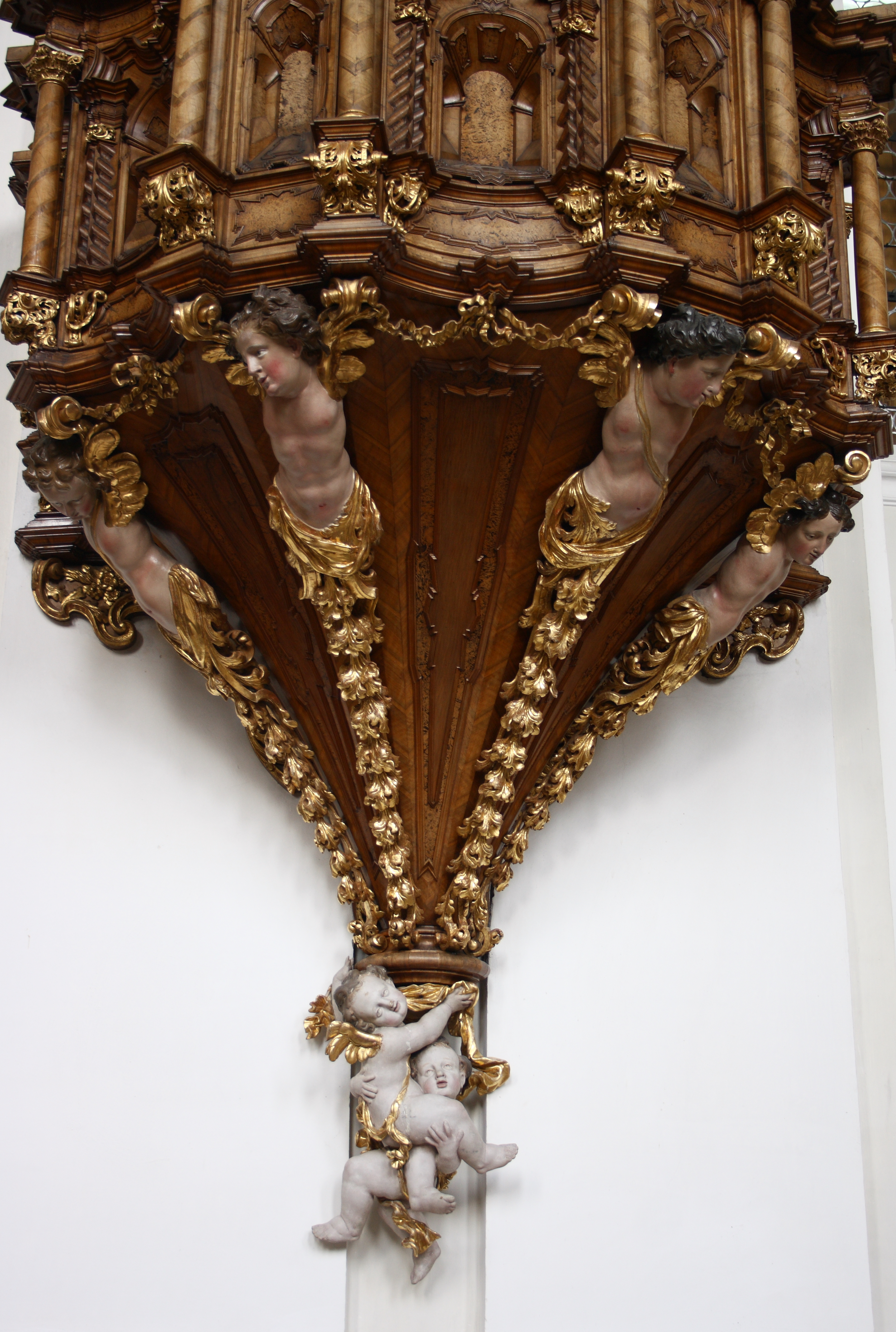
Kanzelfuß mit Putten

Die Kanzel in der ehemaligen Stiftskirche Mariä Himmelfahrt in Obermedlingen, einem Gemeindeteil von Medlingen im Landkreis Dillingen an der Donau im bayerischen Regierungsbezirk Schwaben, wurde um 1720/30 geschaffen. Die Kanzel ist ein Teil der als Baudenkmal geschützten Kirchenausstattung.
Die hölzerne Kanzel im Stil des Barocks besitzt einen polygonalen Kanzelkorb über umgekehrtem Kegel, den zwei Putten tragen. Dessen Flächen werden von Engelskaryatiden mit Blütenketten gegliedert und sind mit aufgeschobenen Füllungen belegt. 
Die Eckpilaster des Kanzelkorbs werden von Säulen mit Blattkonsolen mit korinthischen Kapitellen flankiert. In den Wandflächen sind alternierend breite und schmale Rundbogennischen vorhanden, deren schräge Laibungen kassettiert sind. 
In der Rückwand ist in einer Rundbogennische mit Schräglaibungen die Tür integriert. Sie wird von glatten Säulen und Prismenpilastern flankiert. An den seitlichen Anschwüngen sind vier Puttenköpfe angebracht. 
Der Schalldeckel, der wie der Kanzelkorb polygonal gebrochen und reich mit Gebälk und Gesims ausgestattet ist, wird von einem Gerichtsengel mit Posaune und Gesetzestafeln bekrönt. Von der intarsierten Unterseite hängt die Heiliggeisttaube. An den vier Kanten des Sockels, auf dem der Gerichtsengel steht, sind die Evangelistensymbole zu sehen. Auf dem Deckelrand sitzen fünf Engelsputten, die ein brennendes Herz, Früchte, Öllämpchen und Blätter halten. 
Die Furniere und Intarsien der Kanzel sind aus Nußbaum, Eiche, Ahorn und Birke gearbeitet.